# UEFA Europa Conference League finalen 2022
UEFA Europa Conference League finalen 2022 var en fodboldkamp der blev spillet 25. maj 2022. Kampen blev spillet foran 19.597 tilskuere på Arena Kombëtare, i Tirana, Albanien, og skulle finde vinderen af UEFA Europa Conference League 2021-22. De deltagende hold var italienske Roma og hollandske Feyenoord. Den var kulminationen på den 1. sæson i Europas tredjestørste klubturnering for hold arrangeret af UEFA.
Med en sejr på 1-0 sikrede Roma sig sin første triumf i turneringen.
Kampen blev ledet af den rumænske dommer István Kovács.